# Pointe des Châteaux (La Réunion)
Pour les articles homonymes, voir Pointe des Châteaux.
La pointe des Châteaux est un cap de l'île de La Réunion, département d'outre-mer français dans le sud-ouest de l'océan Indien. 
Situé sur le territoire communal de Saint-Leu, le long de la côte ouest, il marque la limite nord de la baie de Saint-Leu.
Histoire :
Équipements publics :
Commerces :
Loisirs :